# Летние Олимпийские игры 2004
XXVIII летние Олимпийские игры (официальное наименование — Игры XXVIII Олимпиады 2004 года) проводились в Афинах, Греция, с 13 по 29 августа. В соревнованиях приняли участие 10 625 спортсменов из 201 страны. Всего был разыгран 301 комплект наград в 28 видах спорта. Олимпийские игры посетило 3 875 479 человек.

## Выбор столицы игр
Афины были выбраны местом проведения Игр во время 106-й сессии МОК, проходившей в Лозанне 5 сентября 1997 года. Помимо Афин, свои заявки представили также Рим, Кейптаун, Стокгольм и Буэнос-Айрес, а Санкт-Петербург не стал настаивать на предварительно выставлявшейся заявке.
| Город        | Страна    | 1-й раунд | 2-й раунд | 3-й раунд | 4-й раунд | 5-й раунд |
| Афины        | Греция    | 32        | —         | 38        | 52        | 66        |
| Рим          | Италия    | 23        | —         | 28        | 35        | 41        |
| Кейптаун     | ЮАР       | 16        | 62        | 22        | 20        | —         |
| Стокгольм    | Швеция    | 20        | —         | 19        | —         | —         |
| Буэнос-Айрес | Аргентина | 16        | 44        | —         | —         | —         |

## Подготовка к Играм
13 ноября 2004 года Греция подсчитала затраты на проведение Олимпиады, которые составили 8,954 млрд евро (около $ 11,2 млрд.). В затраты не было включено строительство тех зданий, которые возводились не для игр, но включены расходы на обеспечение безопасности, которые составили 1,08 млрд евро ($ 1.35 млрд.). Телекомпания NBC Universal заплатила МОК $ 793 млн для приобретения прав телетрансляций в США. По всем телеканалам сети NBC Universal (NBC, CNBC, MSNBC, Bravo, USA Network & Telemundo) игры транслировались 24 часа в сутки, семь дней в неделю.
Опасаясь террористических актов, Греция увеличила бюджет для обеспечения безопасности на Олимпийских играх до € 970 млн. ($ 1,2 млрд.). Около 70000 сотрудников полиции патрулировали Афины и олимпийские объекты во время Игр. НАТО и Европейский союз также предоставили свою поддержку.
Когда Международный олимпийский комитет выразил озабоченность по поводу хода работ по строительству новых олимпийских площадок, в 2000 году был образован новый организационный комитет. За несколько лет до проведения Игр Афины превратились в город, который использует самые современные технологии в области транспорта и городского развития. Некоторые из самых современных спортивных площадок в мире в то время были построены для проведения Олимпийских игр 2004 года.
Общая стоимость игр составила 7,202 млрд евро.

### Строительство
К концу марта 2004 года строительство некоторых олимпийских объектов по-прежнему отставало от графика, и греческие власти объявили о том, что крыша Aquatics Center не будет возведена. Основной олимпийский стадион, где проводились церемонии открытия и закрытия, был завершен только за два месяца до открытия игры. Этот стадион был дополнен выдвижной стеклянной крышей, которую разработал испанский архитектор Сантьяго Калатрава. Он также разработал план велодрома и других объектов.
Строительство трамвайных линий, соединяющих олимпийские объекты в южной части Афин с городом, и многих других объектов, значительно отставало от графика. Однако последующий темп подготовки к Играм позволил открыть все объекты в срок.
По меньшей мере 14 человек погибли во время работы на объектах. Большинство из этих людей были не из Греции.

### Музыка
Для сопровождения церемонии открытия организаторами Олимпиады был приглашён известнейший электронный музыкант и диджей Тиесто. Он специально к мероприятию написал восемь треков, и играл их вместе со своими самыми известными работами во время парада стран-участниц. Для этого в день открытия Игр на центральной трибуне Олимпийского стадиона была оборудована отдельная платформа с диджейским пультом. Вскоре после олимпиады музыка из этого выступления была издана альбомом Parade of the Athletes.
Официальным гимном Олимпийских игр стала песня исландской певицы Бьорк «Oceania».
Также британская музыкальная компания EMI выпустила официальный альбом Олимпийских игр-2004 «Unity». В записи альбома приняли участие Стинг, Ленни Кравиц, Моби, группа Destiny's Child и Аврил Лавин. Ни одна из этих песен не исполнялась на Олимпиаде, а диск стал исключительно сувенирным изданием. Компания обещала перечислить $ 180,000 программам ЮНИСЕФ по борьбе с ВИЧ/СПИД в Африке южнее Сахары.

## Церемония открытия

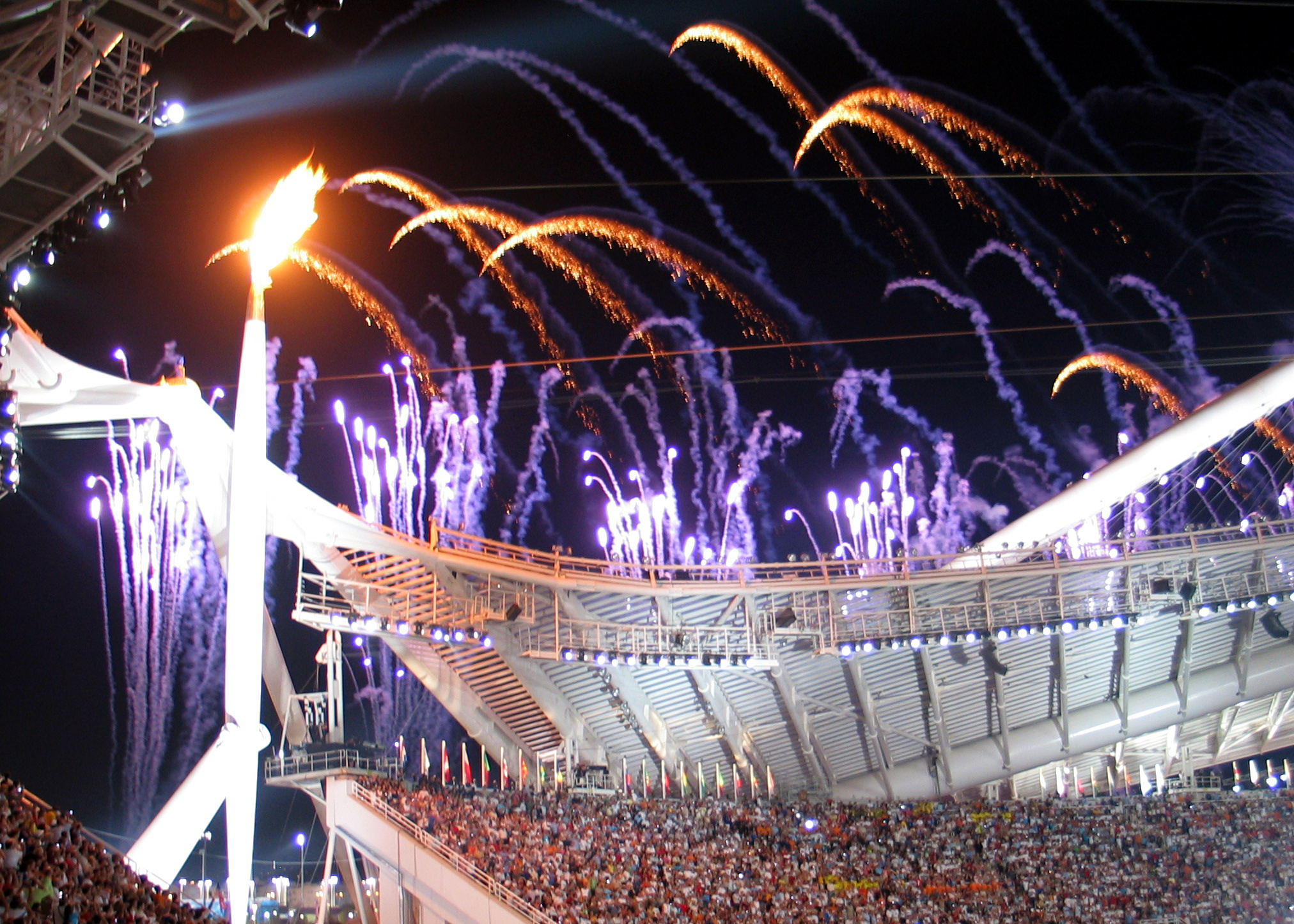
Олимпийский огонь и салют на церемонии открытия

Церемония открытия Олимпийских игр 2004 года в Афинах прошла 13 августа на Олимпийском стадионе. Постановщиком выступил хореограф и режиссёр Димитрис Папаиоанну. Во время её первой части поле представляло собой огромное водяное озеро, на котором проходило театрализованное представление. На время второй части открытия воду спустили, и начался парад всех стран-участниц, сопровождаемый живым выступлением Тиесто. В третьей, официальной части XXVIII летние Олимпийские игры были признаны открытыми и был поднят флаг МОК. Четвёртая, кульминационная часть — зажжение Олимпийского огня и праздничный фейерверк.

## Страны-участницы

Страны-участницы Олимпийских игр
Синий = Участвующие в первый раз
Зелёный = Участвующие не впервые
Серый = Не участвующие
Жёлтый = Афины

Спортсмены национальных олимпийских комитетов всех стран мира приняли участие в Олимпиаде. В Играх участвовали представители 202 стран (на 3 больше, чем на предыдущих играх), в том числе впервые — Восточный Тимор и Кирибати. Также, пропустив Олимпиаду в Сиднее, в Афинах выступили представители Афганистана. Ватикан и Новая Каледония не принимали участия в Олимпийских играх.

## Виды спорта
Соревнования проводились в 28 видах спорта. В программу Олимпийских игр впервые были включены женская борьба и фехтование на саблях.
- Академическая гребля
- Бадминтон
- Баскетбол
- Бейсбол
- Бокс
- Борьба
- Велоспорт
- Плавание
- Волейбол
- Гандбол
- Гимнастика
- Гребля на байдарках и каноэ
- Дзюдо
- Конный спорт
- Лёгкая атлетика
- Настольный теннис
- Парусный спорт
- Современное пятиборье
- Софтбол
- Стрельба
- Стрельба из лука
- Теннис
- Триатлон
- Тхэквондо
- Тяжёлая атлетика
- Футбол
- Фехтование
- Хоккей на траве

синхронное павание.
Кроме того, прошли показательные соревнования в гонках на инвалидных колясках.

## Медальный зачёт
Ниже представлены десять лучших сборных по итогам Олимпиады.
| Общее количество медалей |                  |        |         |        |       |
| №                        | Страна           | Золото | Серебро | Бронза | Всего |
| 1                        | США              | 36     | 39      | 26     | 101   |
| 2                        | Китай            | 32     | 17      | 14     | 63    |
| 3                        | Россия           | 28     | 26      | 36     | 90    |
| 4                        | Австралия        | 17     | 16      | 17     | 50    |
| 5                        | Япония           | 16     | 9       | 12     | 37    |
| 6                        | Германия         | 13     | 16      | 20     | 49    |
| 7                        | Франция          | 11     | 9       | 13     | 33    |
| 8                        | Италия           | 10     | 11      | 11     | 32    |
| 9                        | Республика Корея | 9      | 12      | 9      | 30    |
| 10                       | Великобритания   | 9      | 9       | 12     | 30    |

Необходимо заметить, что данные результаты отличаются от итогов, подведённых непосредственно после олимпийских игр, так как некоторые участники были лишены наград за употребление допинга.

## Допинговые скандалы
- Ещё до начала Олимпийских игр разыгрался скандал с участием греческих спортсменов — олимпийского чемпиона Сиднея в беге на 200 метров Костаса Кентериса и серебряной медалистки тех же Игр на 100-метровке Екатерини Тану. 12 августа 2004 года они попали в аварию на мотоцикле, однако МОК посчитал, что авария была подстроена, чтобы уклониться от сдачи допинг-проб. Позднее Кентерис и Тану были отстранены от участия в Олимпийских играх-2004.
- Российская толкательница ядра Ирина Коржаненко была уличена в применении запрещенного препарата станозолола, в результате чего была лишена чемпионского титула. В декабре 2012 года бронзовой медали в этой же дисциплине была лишена ещё одна российская спортсменка — Светлана Кривелёва.
- 29 августа 2004 года Международный олимпийский комитет лишил золотой медали венгерского метателя молота Адриана Аннуша, поскольку он уклонился от прохождения допинг-контроля. Ещё один венгерский легкоатлет — дискобол Роберт Фазекаш — был дисквалифицирован за попытку подмены пробы мочи.
- После соревнований в конном троеборье в организме одной из лошадей, на которой выступал один спортсменов сборной Германии, обнаружили запрещенный препарат бетаметазон. Сборную Германии лишили золотой медали, и ей пришлось довольствоваться бронзой. Позднее олимпийского золота был лишен ещё один мастер конного спорта — ирландец Киан О’Коннор, так как в крови его лошади также были найдены следы запрещенных препаратов.
- Запрещенные препараты были найдены в допинг-пробе украинки Елены Олефиренко, из-за которой вся четверка в академической гребле была лишена бронзовых медалей.
- В ноябре 2012 года в результате перепроверки проб, взятых на Олимпийских играх 2004 года, медалей были лишены ещё несколько спортсменов. В анализах крови пяти призёров Игр были обнаружены запрещенные препараты — анаболические стероиды. Ими оказались: россиянин Олег Перепечёнов (тяжелая атлетика, бронза), представители Беларуси Иван Тихон (метание молота, серебро) и Ирина Ятченко (метание диска, бронза) и украинец Юрий Белоног, олимпийский чемпион в толкании ядра.

## Факты
- Несмотря на военное положение в стране, футбольная сборная Ирака отобралась для участия в Олимпиаде и дошла до полуфинала.
- Аргентина в течение 52 лет до этой Олимпиады не завоёвывала золотых медалей.
- В категории до 81 кг среди мужчин Илиас Илиадис завоевал первую в истории золотую медаль по дзюдо для Греции.
- Соревнования по стрельбе из лука и толканию ядра были проведены на том же стадионе, где проводились первые Олимпийские игры 1896 года.
- Впервые олимпийская сборная России/СССР/Объединённой команды в общекомандном медальном зачёте опустилась ниже второго места.
- Российский велогонщик Вячеслав Екимов получил олимпийское золото спустя восемь лет (10 августа 2012 года) после дисквалификации американца Тайлера Хэмилтона, употреблявшего допинг и проводившего манипуляции с кровью.
- После Олимпиады большинство спортивных объектов оказались заброшены в связи с невостребованностью[6][7].